# Soledade de Minas (ort)
Soledade de Minas är en ort i Brasilien.   Den ligger i kommunen Soledade de Minas och delstaten Minas Gerais, i den sydöstra delen av landet, 800 km söder om huvudstaden Brasília. Soledade de Minas ligger 882 meter över havet och antalet invånare är 5 971.
Terrängen runt Soledade de Minas är kuperad västerut, men österut är den platt. Soledade de Minas ligger nere i en dal. Närmaste större samhälle är São Lourenço, 6,3 km söder om Soledade de Minas.
Omgivningarna runt Soledade de Minas är huvudsakligen savann. Runt Soledade de Minas är det ganska glesbefolkat, med 25 invånare per kvadratkilometer.